# 작은검은맥
작은검은맥(학명: Tapirus kabomani)은 맥과 맥속에 속하는 남아메리카산 맥의 일종으로, 다섯 종류의 맥 중에서 가장 몸집이 작다. 아마존 우림 깊숙한 곳에서 주로 발견되며, 브라질맥과 서식지가 다소 겹친다. 2013년에 신종으로 발표되었으며, 100년 만에 새로 기재된 말목의 종이다. 아직까지는 알려진 것이 많지 않다.